# Make You Happy
Make You Happy è una canzone della cantante canadese Céline Dion, tratta dal suo quarto album in studio in lingua inglese, Falling into You (1996) e scritta da Andy Marvel. Il brano è stato prodotto da Ric Wake ed è una rimbalzante canzone pop, con influenze reggae e funk. Letteralmente, la canzone parla di Céline che supplica il suo amore ad impegnarsi di più nella loro relazione. Make You Happy fu pubblicato come singolo promozionale nel 1997 in Brasile ed ottenne un ottimo successo di critica.

## Antefatti e pubblicazioni
Falling into You vendette milioni di copie in tutto il mondo grazie a singoli di successo come Because You Loved Me, It's All Coming Back to Me Now o All by Myself. Mentre in Europa veniva pubblicato come quinto singolo promozionale Call the Man, in Brasile nel luglio 1997 fu rilasciato per le radio Make You Happy. Oltre a quest'ultimo il CD promozionale includeva quattro altri successi della Dion: Beauty and the Beast, The Power of Love, Think Twice e When I Fall in Love.

## Composizione e successo di critica
Make You Happy è stato scritto e arrangiato da Andy Marvel e prodotto da Ric Wake, già produttore di altri brani della Dion come Love Can Move Mountains dell'album Celine Dion (1992) o come Misled del suo terzo album in studio in inglese The Colour of My Love (1993).
Il singolo ottenne una buona accoglienza da parte della critica musicale al contrario del mercato discografico. Secondo Bob Waliszewski di Plugged In, Make You Happy è una canzone "che parla di devozione e di impegno ad amare fedelmente". Paul Verna di Billboard, scrisse che il brano "ha una melodia pop esaltante con elementi reggae e dance". CD Universe elogiò la canzone definendola "un numero lento e funky con un ritornello orecchiabile".

## Formati e tracce
CD Singolo Promo (Brasile) (Columbia: 899.259)
1. Make You Happy – 4:31 (Andy Marvel)
2. Beauty and the Beast (feat. Peabo Bryson) (from The Original Motion Picture Soundtrack) – 4:04 (testo: Howard Ashman – musica: Alan Menken)
3. The Power of Love – 5:32 (testo: Jennifer Rush, Mary Susan Applegate – musica: Candy de Rouge, Gunther Mende)
4. Think Twice – 4:47 (testo: Peter Sinfield – musica: Andy Hill)
5. When I Fall in Love (feat. Clive Griffin) (Feautured in The Tristar Motion Sleepless in Seattle) – 4:20 (testo: Edward Heyman – musica: Victor Young)

## Crediti e personale
Registrazione
- Registrato ai Cove City Sound Studios di Glen Cove (NY), The Hit Factory di New York City (NY)
- Mixato ai Cove City Sound Studios di Glenn Cove (NY)

Personale
- Arrangiato da Andy Marvel
- Musica di Andy Marvel
- Produttore: Ric Wake
- Testi di Andy Marvel